# Streptococcus agalactiae
Streptococcus agalactiae (ook wel Groep B streptococcus of GBS) is een β-hemolytische grampositieve streptococcus die bij neonaten een sepsis met longontsteking en meningitis kan veroorzaken. Ook bij kraamvrouwenkoorts speelt Streptococcus agalactiae een rol. 